# Primo arsenale tecnico aeronavale
Il Primo arsenale tecnico aeronavale di Yokosuka, Giappone, era un dipartimento della Marina imperiale giapponese impegnato nello studio e progettazione di velivoli per l'Arma stessa. Era situato presso la base navale di Yokosuka, circa 65 km a sud di Tokyo.
I velivoli da esso realizzati sono designati spesso in occidente con la notazione Yokosuka, mentre in Giappone sono conosciuti come Kūgishō (空技廠), "Kugisho", contrazione di Dai-Ichi Kaigun Kōkū Gijutsu-shō (第一海軍航空技術廠), letteralmente "primo naval-aero tecnico arsenale".
Il Primo arsenale era impegnato in ricerca e progettazione. I prototipi venivano realizzati dall'arsenale stesso, mentre la produzione in serie veniva poi affidata ad aziende costruttrici esterne.
Il primo velivolo sviluppato dall'arsenale che raggiunse la produzione in serie fu il Rogo Ko, meglio noto come Yokosho Ro-go Ko-gata, prodotto dalla Aichi Tokei Denki KK e dalla Nakajima Hikōki KK.